# Храм Святого Сімейства

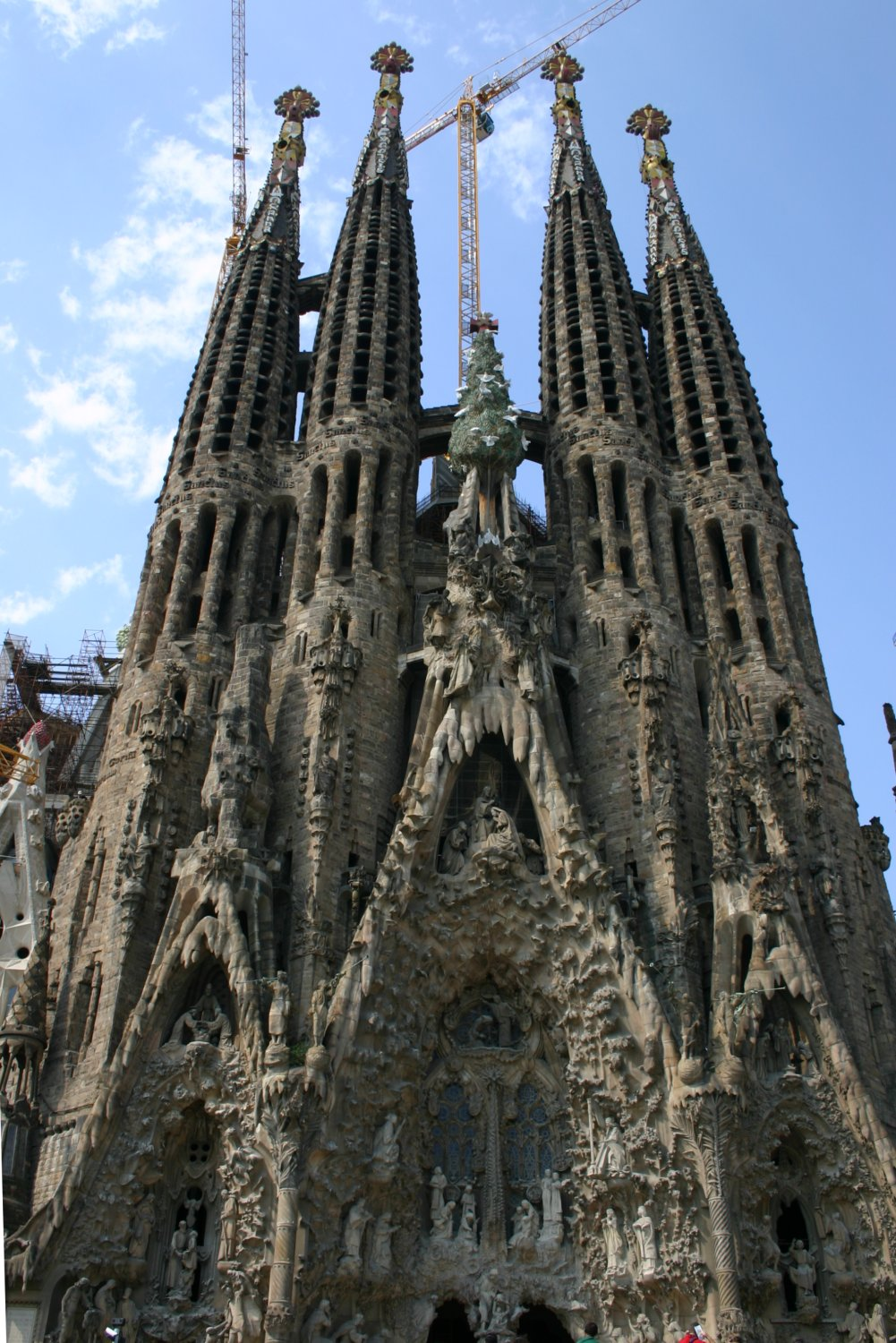
Храм Святого Сімейства в Барселоні

Храм споку́ти Свято́го Сіме́йства (Храм споку́ти Свято́ї Роди́ни, кат. Temple Expiatori de la Sagrada Família), більше знаний як Храм Свято́го Сіме́йства (Храм Свято́ї Роди́ни) або за своєю каталанською назвою — Саґра́да Фамі́лія, — католицька церква в Барселоні. Її будівництво почалось 1882 року та триває донині. Храм розташований на північ від району Старе Місто в міському районі Ашямпла.

## Історія
Проєкт церкви був спочатку розроблений архітектором Франсіско дель Вільяром (ісп. Francisco de Paula del Villar y Lozano), який через рік після початку будівництва був замінений на Антоні Ґауді. Ґауді повністю переробив проєкт, виконавши його в стилі модерну. При проєктуванні були використані ідеї створення гіперболоїдних конструкцій. Фінансування будівництва здійснювалося і досі здійснюється виключно на пожертви католицької громади.
Храм Святого Сімейства не є собором, а простою церквою — центральним собором Барселони є Собор Св. Аулалії.

## Історія будівництва: 1882—1926
У 1882 році міська влада Барселони почала будівництво храму, присвяченої Святій Родині — Ісусу, Марії та Йосипу. Для нового храму було виділено вільний майданчик, що лежав на той час за декілька кілометрів від міста. Перший проєкт храму належить архітекторові Франсіско дель Вільяру. Дель Вільяр хотів побудувати церкву в неоготичному стилі, але встиг зробити лише крипту під апсидою. У 1883 році головним архітектором будівництва став Антоніо Гауді. Будівництво Саґради Фамілії тривало усі подальші роки життя Ґауді. На питання про незвично довгу тривалість робіт він відповідав: «Мій клієнт не квапиться». Від самого початку Ґауді вирішив не наслідувати звичний неоготичний стиль. Церква мала бути готичною лише за своїм духом і в основних формах, маючи план у формі «латинського хреста», але в усьому іншому архітектор мав намір використовувати свою власну мову візуальних образів. Поступово собор набував свого незвичного як для католицького храму вигляду: веретеноподібні вежі, що формою нагадують піщані замки, елементи даху, виконані в стилі кубізму.
Як і в більшості випадків Ґауді не робив попередніх планів робіт. Він розробляв загальні риси основних елементів, а потім імпровізував у деталях. Для цього йому було необхідно бути постійно присутнім на будівельному майданчику, і через деякий час він переселився в одну з кімнат у недобудованому соборі. Спостерігаючи за будівництвом, Ґауді постійно втручався в хід робіт: йому приходили в голову несподівані думки та він прагнув їх втілити, інколи навіть зупиняючи роботи й ламаючи побудоване. Так над будинками Барселони почала підійматися одна з найдивніших у світі споруд, що викликало деяке здивування в городян: яка ж це церква? Будівля схожа або на мурашник, або на сталагміт, що виростає з землі, або навіть на кам'яну бурульку! За задумом Ґауді всі три фасади Сагради Фамілії повинні були мати стилістично однакове оформлення та увінчуватися чотирма високими вежами криволінійних контурів. У результаті над храмом підносилися б дванадцять веж, кожна з яких символізувала б одного з дванадцяти апостолів. Кожен з трьох фасадів мав бути присвячений одному з трьох центральних сюжетів земного життя Христа: Різдву, Пристрастям Христовим та Воскресінню. За задумом Ґауді, фасади повинні були бути прикрашені величезними панно та барельєфами на відповідні теми.
Не зважаючи на те, що Ґауді будував храм упродовж тридцяти п'яти років, йому вдалося звести і оформити лише Різдвяний фасад, що конструктивно є східною частиною трансепта, і чотири вежі над ним. Західна частина трансепта та апсида досі лишаються недобудованими. Сам Різдвяний фасад було добудовано лише в 1950-ті роки.
Ґауді з особливою увагою ставився до внутрішнього оформлення Храму Святого Сімейства. Колони, що підтримують склепіння, символізували апостолів і святих, яким присвячені парафіяльні церкви Каталонії та Іспанії. Незвичайною є і форма колон: Ґауді використовував різні види багатокутників, які змінюють форму при русі вниз. Колони нагадують гігантські дерева, на кронах яких застигло небесне склепіння. «Це буде схоже на ліс. М'яке світло литиметься через віконні пройми, що знаходяться на різній висоті, і вам здаватиметься, що це світять зорі», — писав Ґауді.
З 1914 року Ґауді всі сили віддавав лише будівництву свого храму. Церква стала його настирливою ідеєю. Заглиблюючись у себе, він ставав усе ексцентричнішим, свято вірив у своє месіанське призначення, жив відлюдником у власній майстерні, розміщеній на будівельному майданчику, і виходив лише час від часу «з шапкою в руці» для збору грошей на будівництво церкви (рішенням ініціаторів будівництва храму — Асоціації шанувальників Св. Йосипа — будівництво повинне було фінансуватися лише коштом пожертв парафіян, тому роботи не раз припинялися через брак коштів). 10 червня 1926 року, прямуючи до сусідньої церкви на вечірню службу, недалеко від будівельного майданчика Ґауді був збитий трамваєм. Ніхто не впізнав у старому, одягненому в поношений одяг і схожому на волоцюгу, відомого усій Барселоні архітектора. Він був відправлений до лікарні для бідних — шпиталю Св. Петра і Св. Хреста. За два дні, у віці 74 років, Антоні Ґауді помер. Похований у крипті недобудованого ним собору.

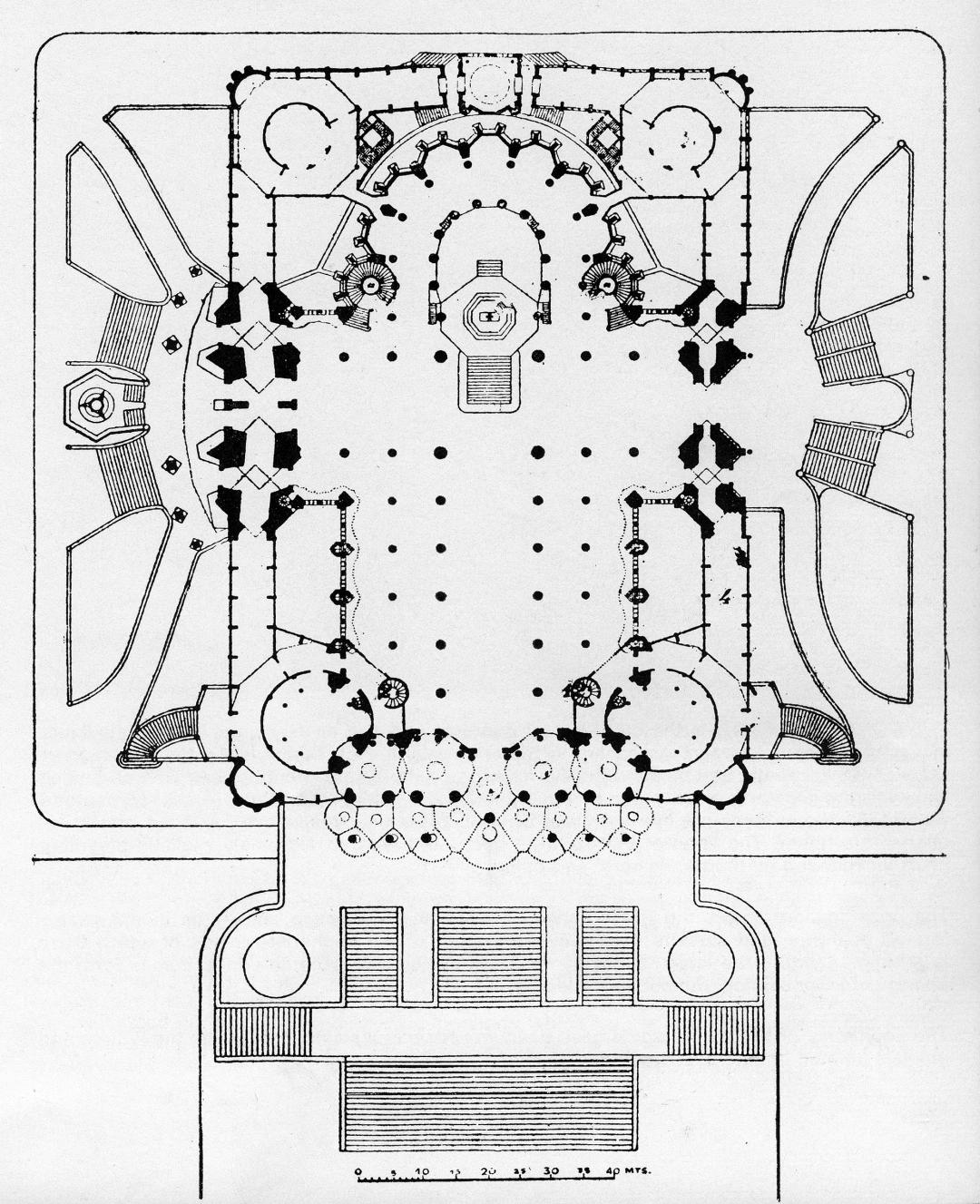
План Храму Святого Сімейства
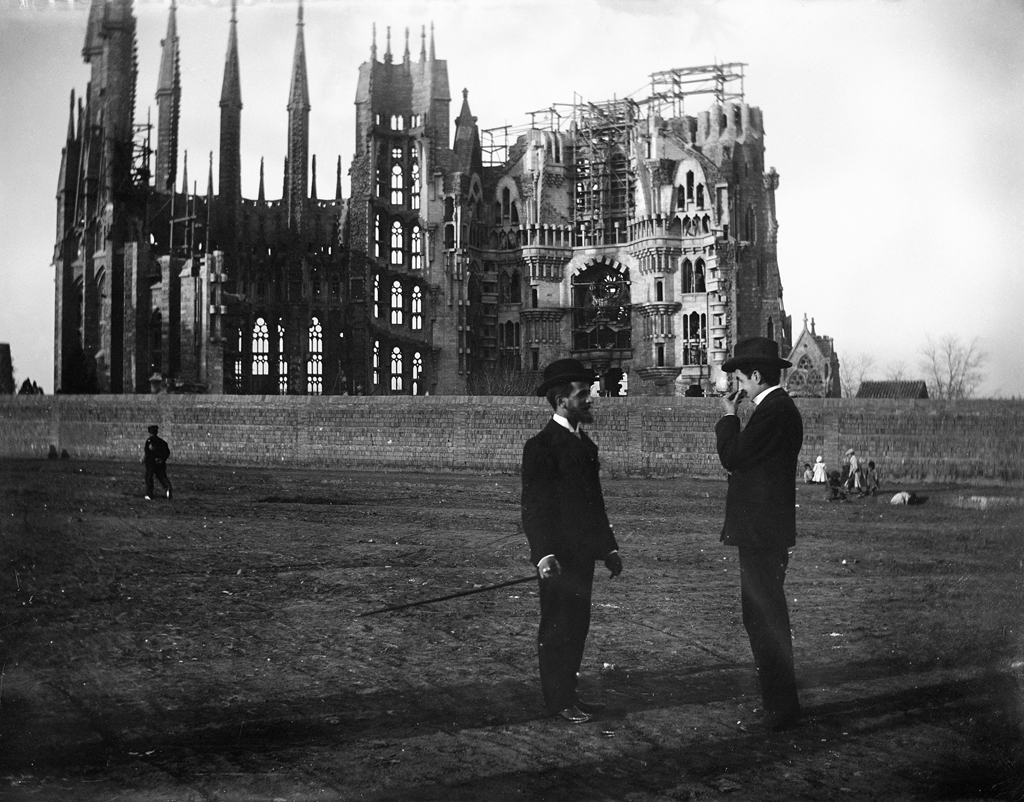
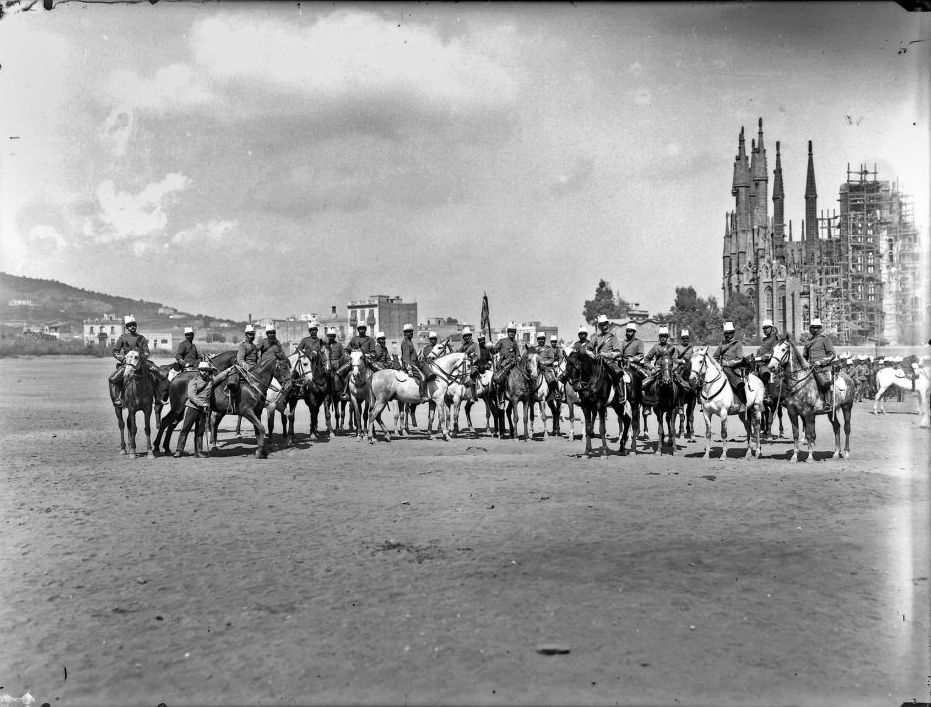
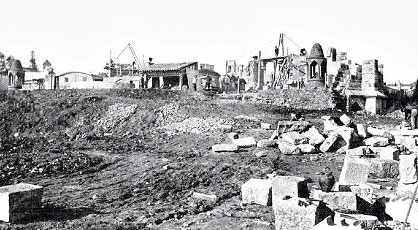
Храм Святого Сімейства у 1915
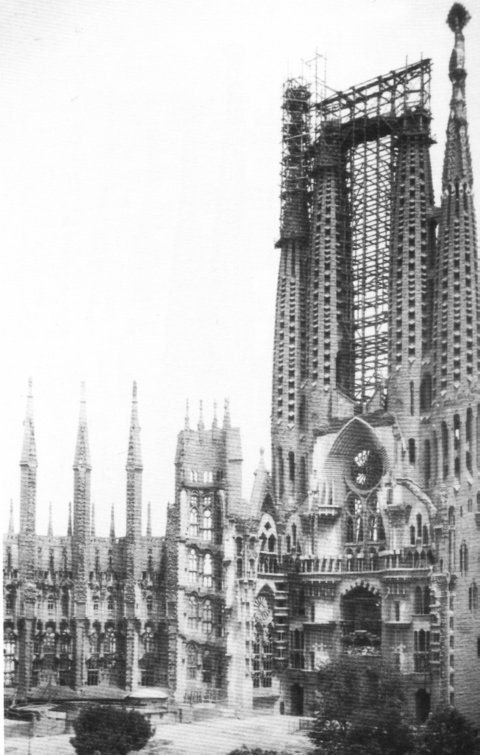
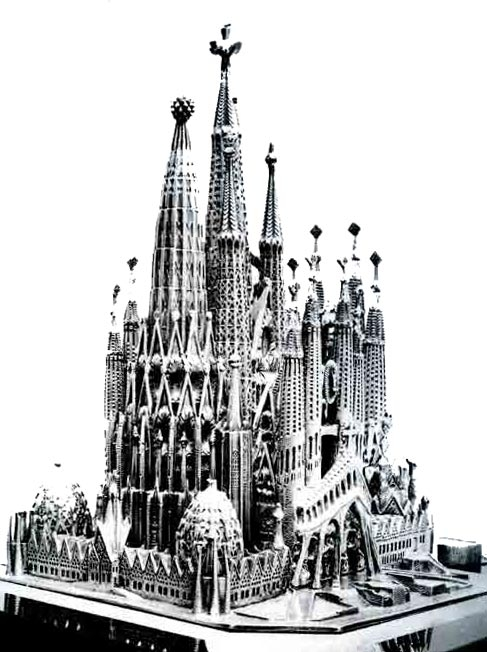
Макет
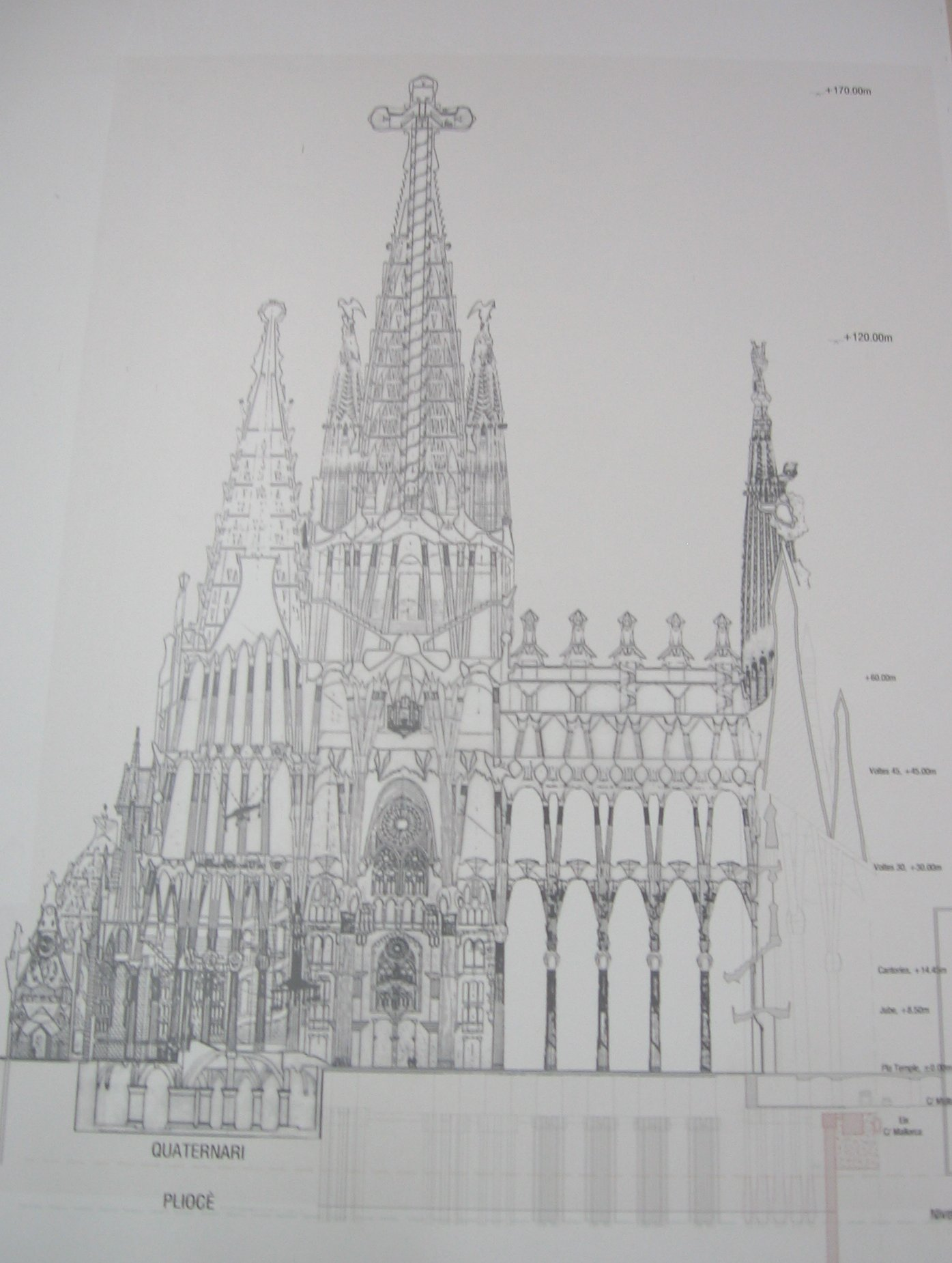

## Історія будівництва з 1926

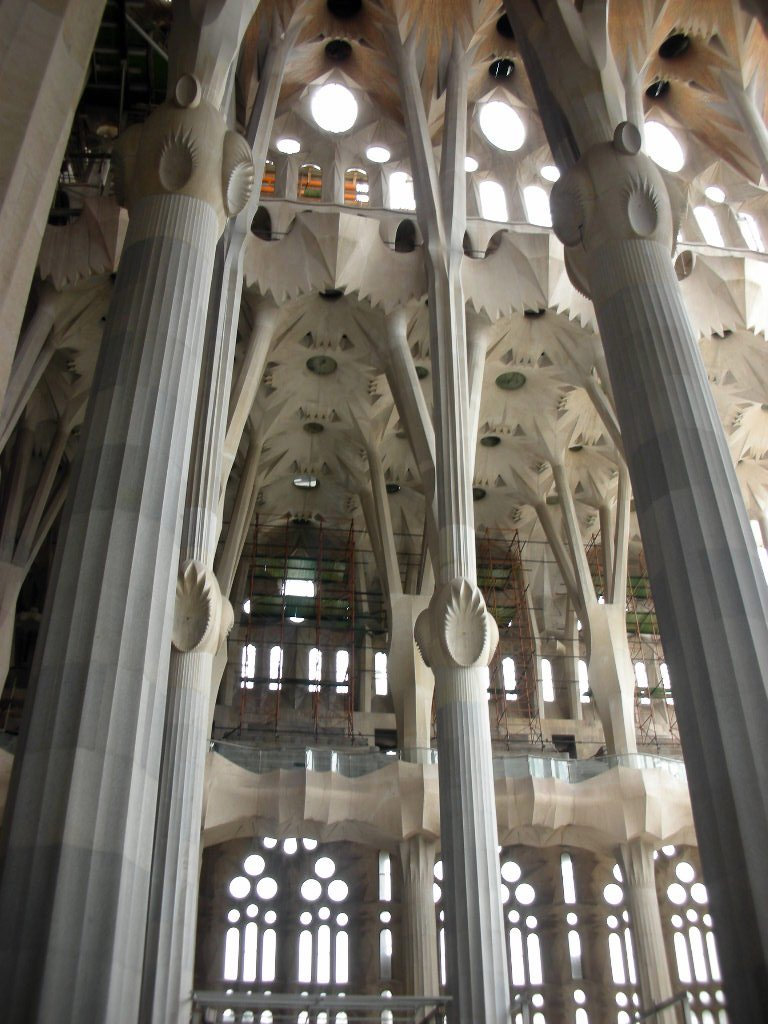
Колони у церкві, які створюють справжній ліс

Після смерті Ґауді в 1926 році роботи над храмом продовжилися під керівництвом Думенака Суґраньєса (кат. Domènec Sugrañes i Gras). Але незабаром події Громадянської війни в Іспанії на декілька років перервали будівництво. Під час війни каталонські анархісти зруйнували модель собору і знищили креслення Ґауді. Самій будівлі також було завдано збитку. У 1940-ві роботи було відновлено. У 1980-х за ініціативою архітектора Жорді Бунета-і-Арманґола (кат. Jordi Bonet i Armengol) для розрахунку конструкцій собору стали застосовувати комп'ютерні моделі.
У середині 1990-х довкола недобудованого собору виникли суперечки щодо доцільності продовження робіт. Група архітекторів і містобудівників, яку очолив відомий каталонський архітектор Уріол Буїгас-і-Ґуардіола (кат. Oriol Bohigas i Guardiola), закликала до повного їх припинення. Проте проєкт було продовжено, тепер його стали фінансувати консервативні католицькі організації, приватні особи та закордонні меценати (значна частина коштів надходить, наприклад, з Японії).
Швидкому закінченню проєкту перешкоджає складність виготовлення кам'яних блоків, що формують ексцентричні форми собору. Згідно з комп'ютерною моделлю, кожен з них вимагає індивідуальної обробки та підгонки. Попередньою датою завершення будівництва вказується 2026 рік — століття з дня смерті автора проєкту Антоні Ґауді. У 2008 році має завершитися важливий етап — покриття крівлею центральної нави храму.
Завдяки своєму незвичному зовнішньому вигляду, недобудований собор став однією з головних пам'яток Барселони. Газета «Ал Паріодіку да Каталунья» (кат. El Periódico de Catalunya) повідомляла, що у 2006 році храм відвідало 2,26 мільйона осіб, а це більше, ніж музей Прадо та палац Альгамбра.

## Опис проєкту
Метою Ґауді було зробити Храм Святого Сімейства «останньою великою святинею християнства», внаслідок чого всі архітектурні елементи храму набули глибокого християнського символізму. Найсильніше враження справляють веретеноподібні шпилі собору, загальним числом 16, що символізують 12 апостолів, 4 євангелістів, Пресвяту Діву Марію та Ісуса Христа. Вежі євангелістів прикрашено скульптурами їхніх традиційних символів: бика (Св. Лука), янгола (Св. Матей), орла (Св. Іван) та лева (Св. Марк). Центральний шпиль (Ісуса Христа) буде увінчано гігантським хрестом, отже максимальна висота собору складе 170 м — на 1 м нижче, ніж гора Монжуїк у Барселоні. Так, за задумом Ґауді, його творіння не повинне було перевершувати творіння Боже. Менші вежі також прикрашено снопами пшениці та кетягами винограду, символізуючи Святе Причастя.
Собор матиме три фасади, які символізуватимуть Різдво (східний), Славу (ще не закінчений) і Страсті Христові (західний). Фасад Різдва було завершено до Громадянської війни та виконано відповідно до оригінального задуму Ґауді. Фасад Страстей Христових відрізняється постатями виснажених людей, сценами побиття і розп'яття Христа. Автором цих скульптур є Жузеп Марія Субіракс (1927—2014 роки).
У декорі будівлі широко використано слова з літургії — «Hosanna», «Excelsis» і «Sanctus». Головні брами фасаду Страстей Христових прикрашено цитатами з Біблії кількома мовами, включаючи каталонську та українську. Фасад Слави буде прикрашено словами Апостольського Символу Віри.

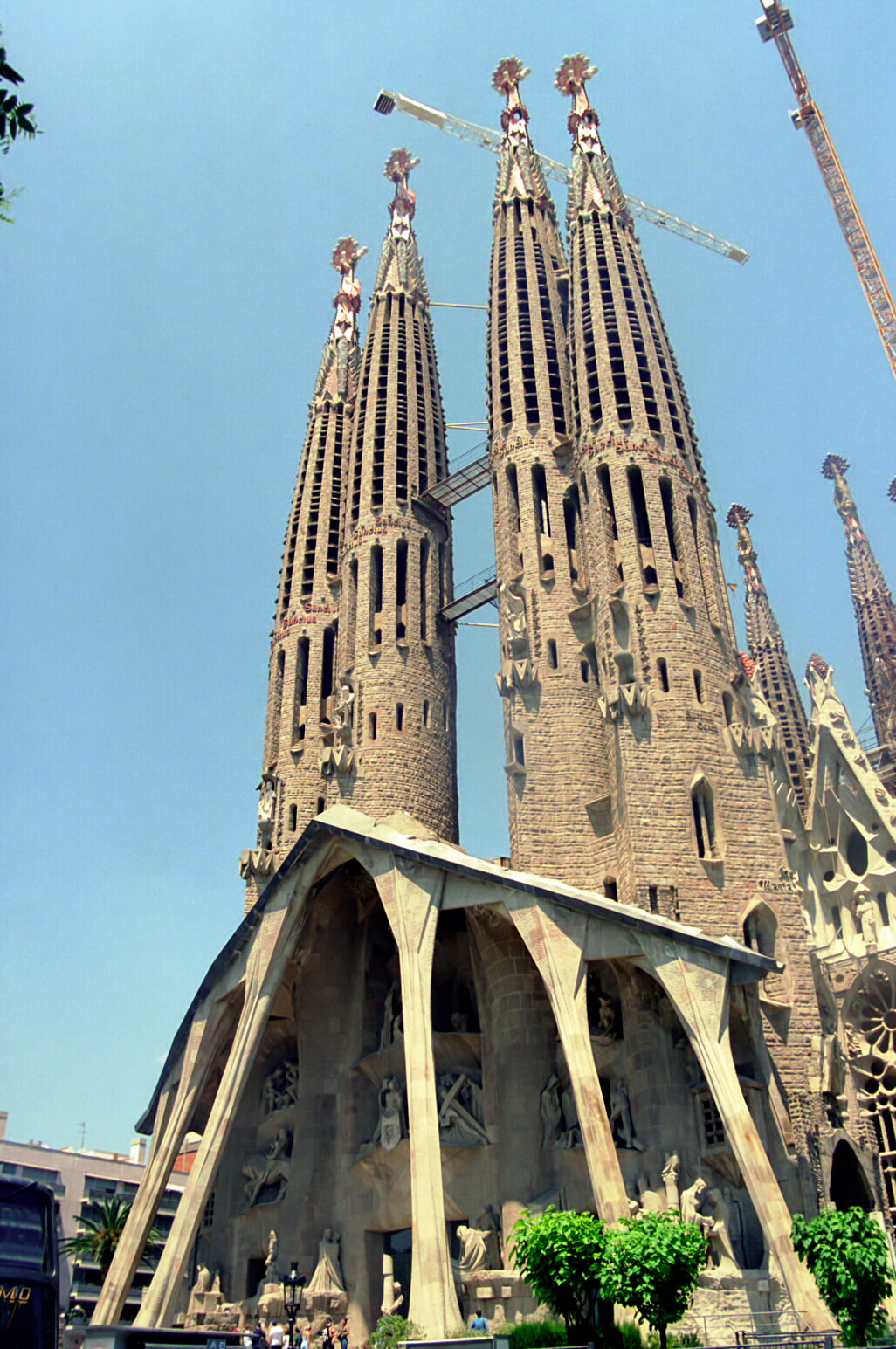
Фасад Страстей Христових
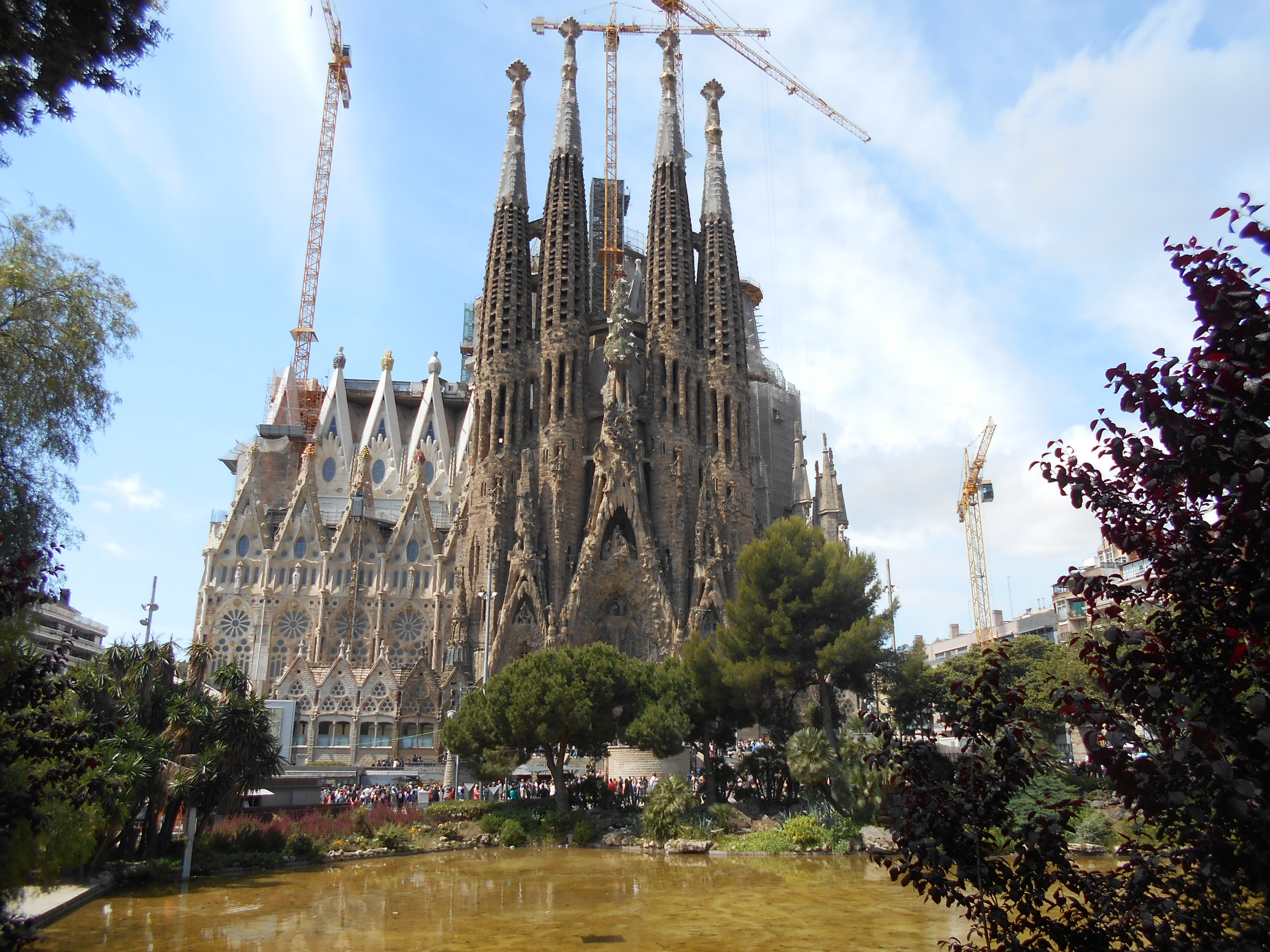
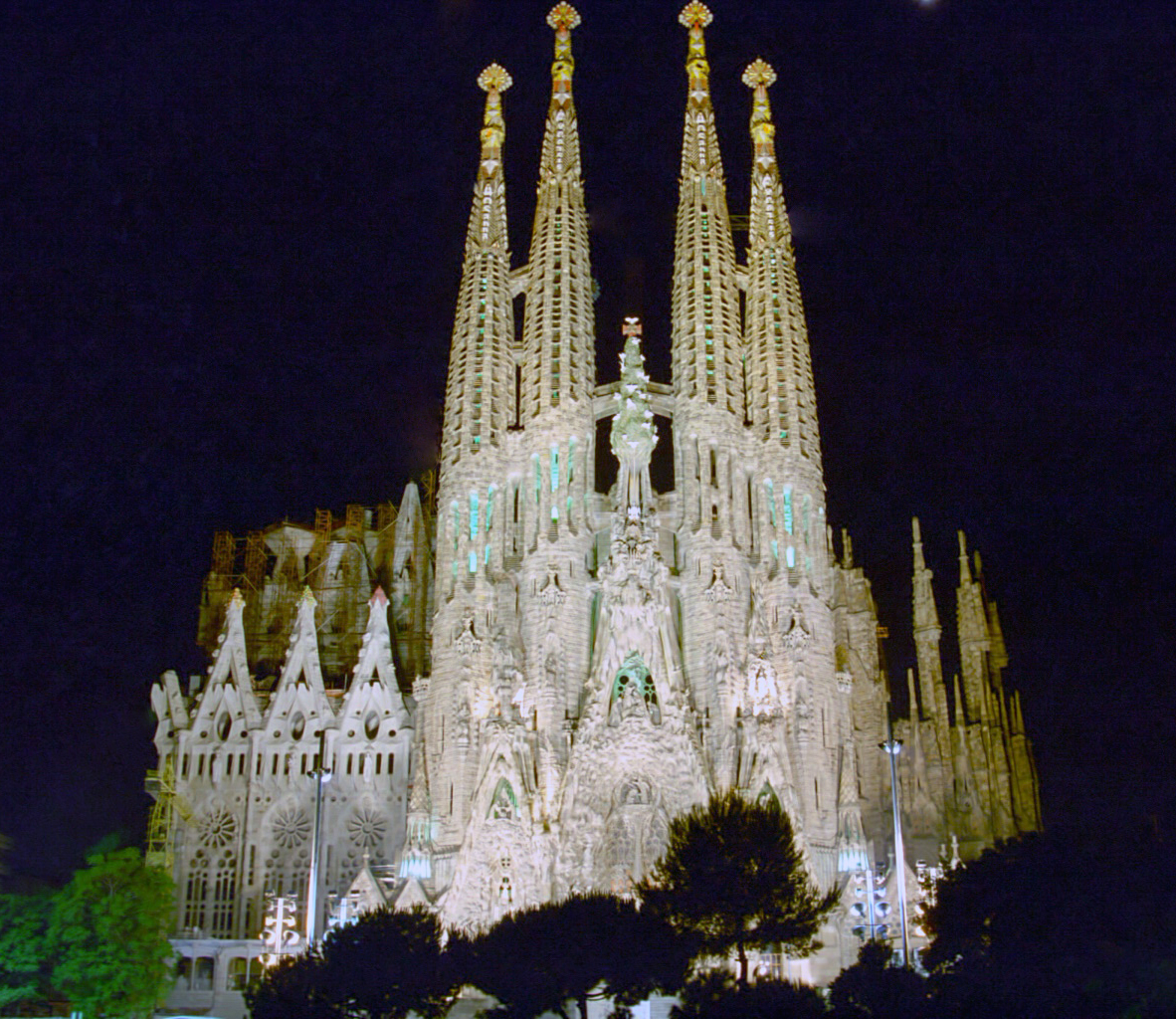
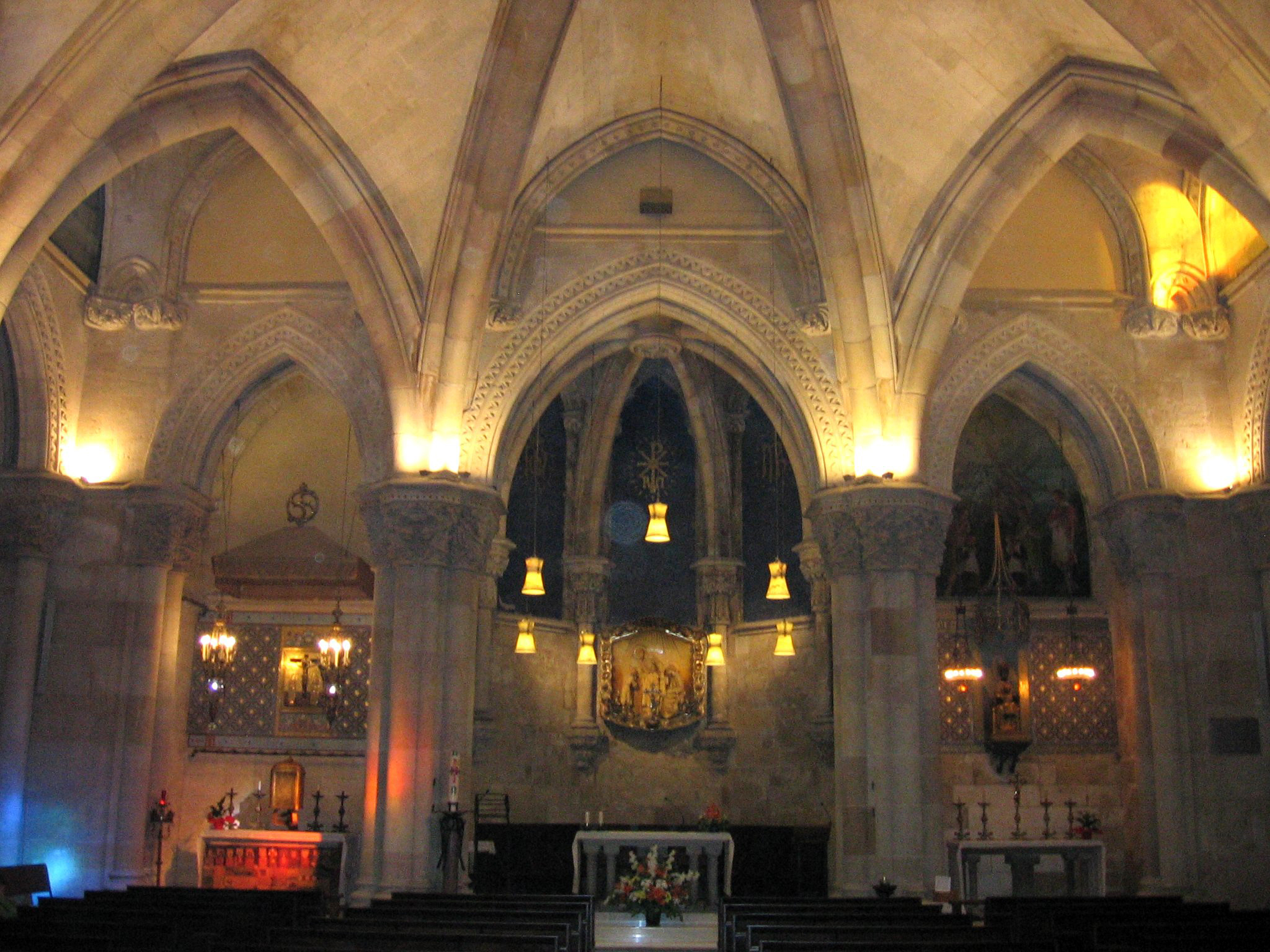
Крипта
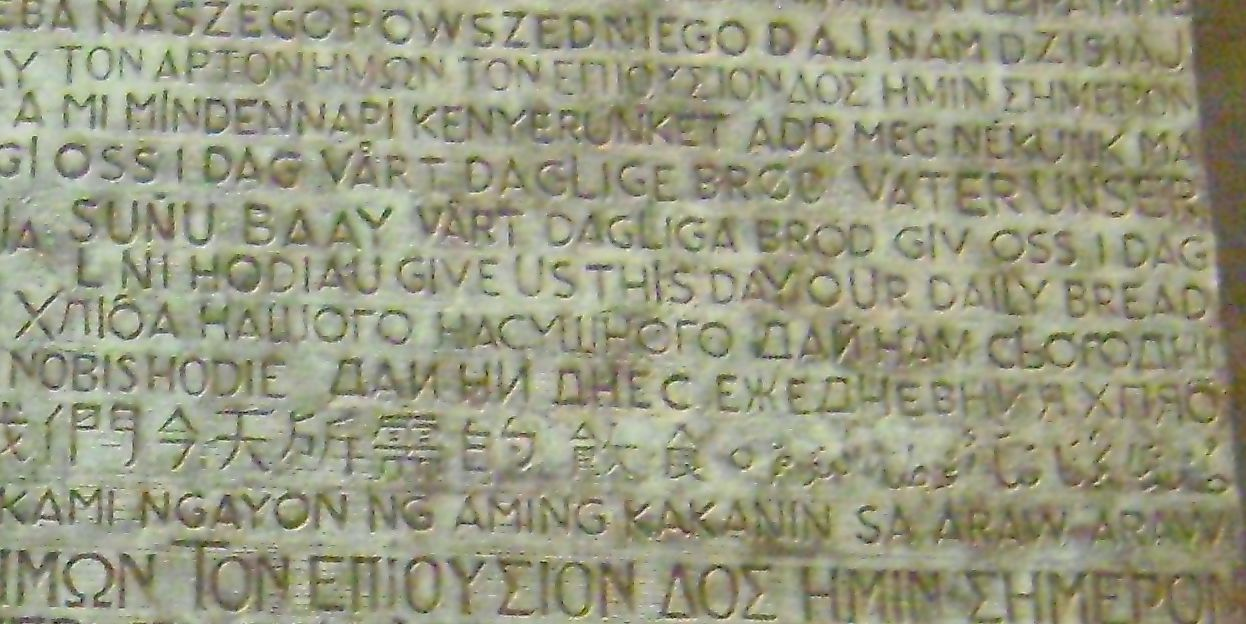
Напис українською: «Хліба нашого насущного дай нам сьогодні".

## Цікаві факти
- Відомий британський письменник Джордж Орвелл згадував Храм Святого Сімейства у своєму автобіографічному творі «Данина Каталонії» і вважав споруду «найогиднішою будівлею в усьому світі».
- Газета The Guardian з посиланням на голову комітету зі зведення собору Хуан Ріголь повідомив, що барселонський собор Саграда Фамілія добудують до 2026 року, — до 100-річчя загибелі його автора — Антоніо Гауді.[4]